# Justin Anlezark
Justin John Anlezark (Katherine, 14 agosto 1977) è un pesista australiano.

## Palmarès
| Anno | Manifestazione    | Sede         | Evento         | Risultato | Misura  | Note              |
| ---- | ----------------- | ------------ | -------------- | --------- | ------- | ----------------- |
| 1994 | Mondiali juniores | Lisbona      | Getto del peso | 12º       | 15,67 m |                   |
| 1996 | Mondiali juniores | Sydney       | Getto del peso | Argento   | 18,21 m |                   |
| 1998 | Commonwealth      | Kuala Lumpur | Getto del peso | 7º        | 18,44 m |                   |
| 2001 | Mondiali          | Edmonton     | Getto del peso | 27º       | 18,70 m |                   |
| 2002 | Commonwealth      | Manchester   | Getto del peso | Oro       | 20,91 m | Record dei Giochi |
| 2003 | Mondiali indoor   | Birmingham   | Getto del peso | 5º        | 20,65 m |                   |
| 2003 | Mondiali          | Parigi       | Getto del peso | 4º        | 20,61 m |                   |
| 2004 | Olimpiadi         | Atene        | Getto del peso | 6º        | 20,31 m |                   |
| 2008 | Olimpiadi         | Pechino      | Getto del peso | 16º       | 19,91 m |                   |
| 2009 | Mondiali          | Berlino      | Getto del peso | 12º (q)   | 19,94 m |                   |